# 이승헌 (기업인)
이승헌(具滋曄, 1949년 ~ 2018년 5월 17일)은 대한민국의 기업인으로 명지대학교 무역학과를 졸업하고 HS애드의 전신LG애드의 초대 대표이사 사장을 역임했다.

## 경력
HS애드의 전신LG애드의 초대 대표이사 사장을 역임
2008.04 HS애드(LG애드) 대표이사 사장 
2007.02 제16대 한국광고업협회 회장 
2004 LG애드 대표이사 사장 
희성산업